# Philodromus maculatovittatus
Philodromus maculatovittatus este o specie de păianjeni din genul Philodromus, familia Philodromidae, descrisă de Strand, 1906.
Este endemică în Etiopia. Conform Catalogue of Life specia Philodromus maculatovittatus nu are subspecii cunoscute.